# Loverslund

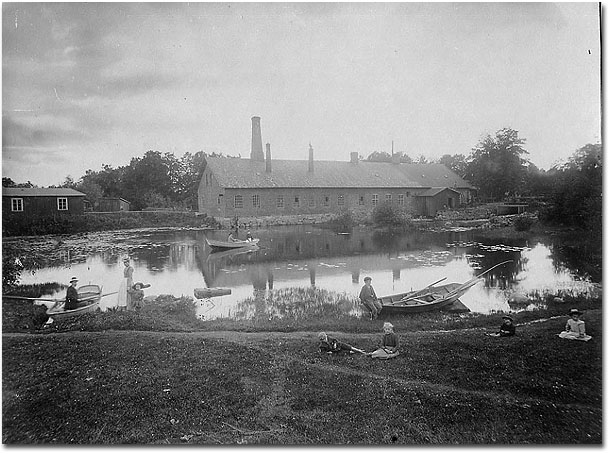
Lovers tändsticksfabrik, vid Hagbyån, 1905

Loverslund ä en bebyggelse som ingår i tätorten Hagby i Hagby socken i Kalmar kommun, belägen cirka 25km från Kalmar i sydöstra Småland, invid Hagbyån.
Platsen hette ursprungligen "Lovers" eller 'Lafwer'/'Loufuer', och syftade i äldsta tid på en kvarn, belägen 500 meter söder om Loversbro. 1414 gav Filip Pedersson (Bonde) Lovers kvarn, "den östra", i morgongågva till sin hustru. 1482 återlöste bröderna Tord och Magnus Bonde en kvarn vid Lovers. 1555 fanns här en mjölkvarn, och från 1556 tillkom även en mjölkvarn.
Loverslund var ett 1800-talstorp . År 1873 uppfördes Lovers tändsticksfabrik vid Hagbyån. 